# Берт-Даг
Берт-Даг (тув. Берт-Даг) — село в Тес-Хемского кожууне Республики Тыва. Административный центр и единственный населённый пункт Берт-Дагского сумона.

## История
Образовано в 1925 году
В 2010 году, согласно Закону Республики Тыва от 24 декабря 2010 года N 268 ВХ-I Берт-Даг возглавил Берт-Дагский сумон  

## География
Село находится у р. Теректиг-Хем.
Улицы

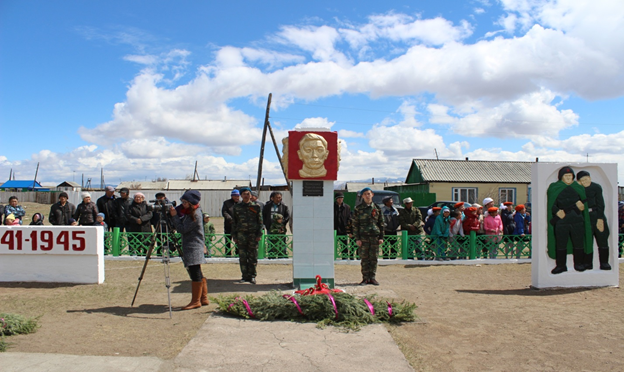
Памятник Героя Советского Союза Х. Н. Чургуй-оол

ул. Башкы, ул. Кидиспей, ул. Ленина, ул. Молодежная, ул. Найырал, ул. Теректиг, ул. Х.Чургуй-оол.
К селу примыкают местечки (населённые пункты без статуса поселения)м. Ак-Кежиг, м. Ак-Кежиг-Аксы, м. Ак-Одек, м. Алдыы-Сай, м. Бедик-Хорум, м. Бижиктиг-Аксы, м. Биче-Доргун, м. Бригад-Орну, м. Буга-Уну, м. Даг-Дозу, м. Даш-аразы, м. Доора-Чоога, м. Казылган-Аксы, м. Калбак-Даг, м. Кара-Суг, м. Кожээ-Одээ, м. Кок-Чайлаг, м. Кош-Одек, м. Кыдыг-хавак, м. Оле-Хая, м. Онгар-Чоога, м. Ооруг, м. Ортен, м. Саглагар-Терек, м. Сай, м. Сайгын, м. Сайлыг-Хем, м. Сарыг-Булун, м. Сооскен-Озээ, м. Соруг668233 м. Ужар-Аксы, м. Узук-аксы, м. Узун-Тей, м. Устуу-Орук, м. Хараалыг-Хем, м. Холчук, м. Хорумнуг-Одек, м. Хурен-Оваа, м. Чайлаг-Эзим, м. Чангыс-Дыт, м. Чаш-Тал-Адаа, м. Чинге-Чоога-Бажы, м. Шокар-Оймак

## Население
| 2002  | 2010  | 2011  | 2012  | 2013  | 2014  | 2015  |
| ----- | ----- | ----- | ----- | ----- | ----- | ----- |
| 1078  | ↘1034 | ↘1032 | ↗1045 | ↘1036 | ↗1058 | ↘1057 |
| 2016  | 2017  | 2018  | 2019  | 2020  | 2021  |       |
| ↘1047 | ↘1045 | ↗1048 | ↗1061 | ↘1059 | ↘1008 |       |

## Инфраструктура
Доме культуры, средняя школа, детский сад, почтовое отделение, библиотека и фельдшерско-акушерский пункт.
Сотовая связь
Действуют 3 оператора сотовой связи — Билайн, МТС и Мегафон.

## Транспорт
Автодорога местного значения.

## Известные жители
После Великой Отечественной в селе Берт-Даг работал второй в истории Тувы Герой Советского Союза танкист Хомушку Намгаевич Чургуй-оол. В честь него в селении названа улица, в 1980 г. установлен памятник.
Из села первый летчик Тувы Кидиспей Чооду, первый полярник-тувинец Владимир Чооду, заслуженный журналист Российской Федерации (2019), поэт, прозаик Александр Сан-оолович Шоюн.

## Достопримечательности
На возвышении возле села находится отдельно стоящее захоронение — могила Героя Советского Союза Ч. Н. Хомушку. По Постановлению Правительства Республики Тыва от 12 мая 1997 г. № 190 «О дополнении к Государственному списку памятников истории и культуры Республики Тыва» является памятником истории и культуры регионального значения.

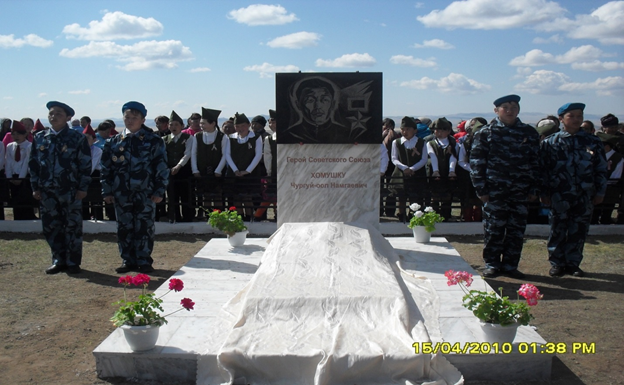
Военное захоронение